# Convair

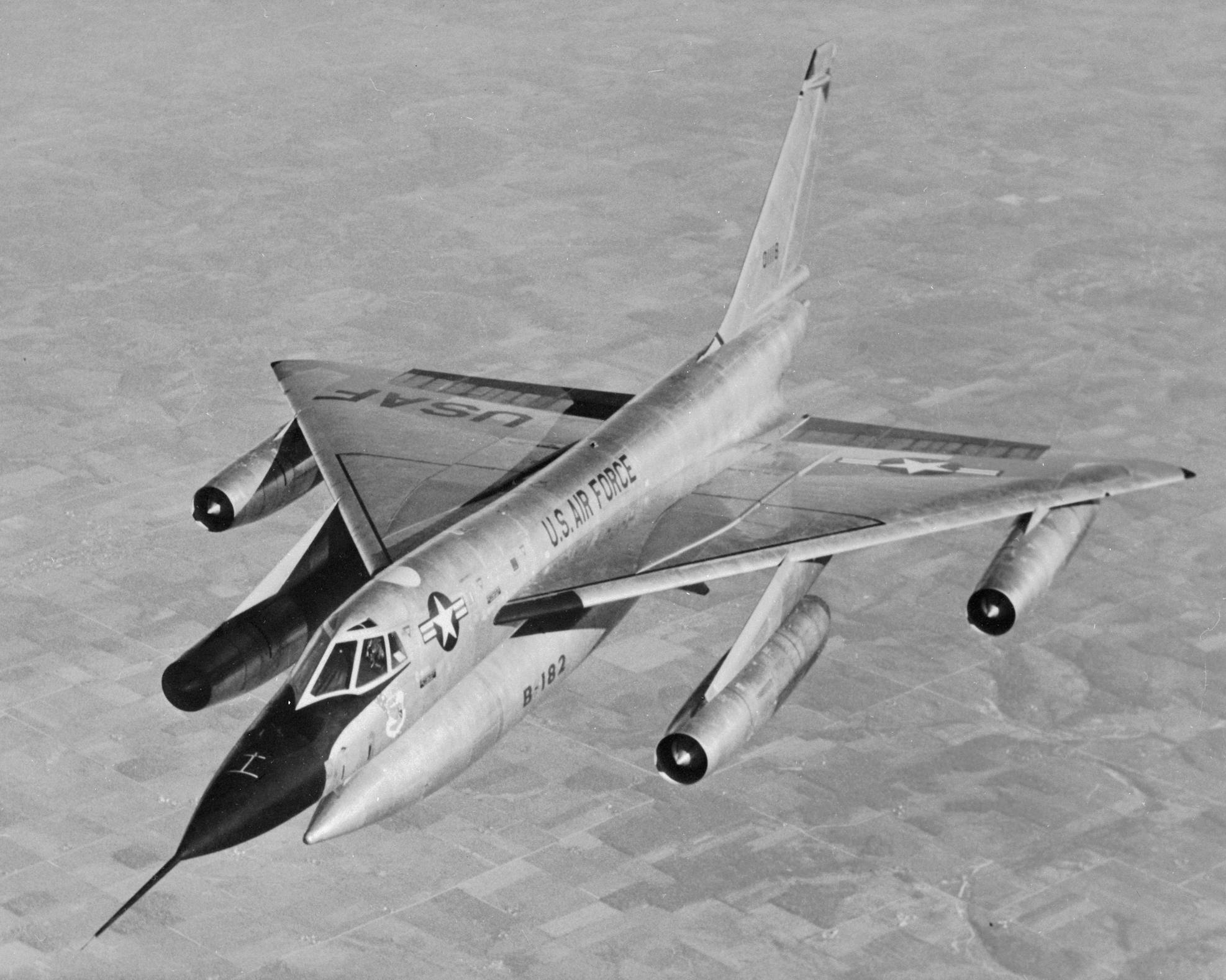
Prototyp samolotu Convair XB-58 Hustler

Consolidated Vultee Aircraft Corporation – amerykańska wytwórnia lotnicza znana również pod nazwą Convair, powstała z połączenia w 1943 roku firm Consolidated Aircraft i Vultee Aircraft. W marcu 1953 roku większość udziałów firmy zakupiło konsorcjum zbrojeniowe General Dynamics, tworząc z wytwórni oddział Convair. Do 1965 roku firma produkowała urządzenia dla potrzeb programów kosmicznych, a w 1995 odsprzedano ją koncernowi McDonnell Douglas, który dwa lata później zamknął wytwórnię.

## Konstrukcje firmyConvair
- Convair XP-81 – projekt jednomiejscowego myśliwca eskortującego, (1945)
- Convair XA-44 – projekt bombowca odrzutowego nigdy nie został ukończony
- Convair B-36 Peacemaker – bombowiec strategiczny, (1946)
- Convair XB-46 – prototyp średniego bombowca o napędzie odrzutowym, (1947)
- Convairliner – samolot pasażerski, (1947)
- Convair XC-99 – prototyp ciężkiego samolotu transportowego, (1947)
- Convair Model 37 – cywilna odmiana samolotu XC-99, nigdy nie został zbudowany
- Convair XF-92A – eksperymentalny samolot ze skrzydłami typu delta, (1948)
- Convair YB-60 – prototyp eksperymentalnego bombowca, (1952)
- Convair F-102 Delta Dagger – myśliwiec odrzutowy, (1953)
- Convair F2Y Sea Dart – prototypowy myśliwski wodnosamolot odrzutowy, (1953)
- Convair R3Y Tradewind – patrolowo-bombowa łódź latająca, (1954)
- Convair XFY-1 – eksperymentalny samolot pionowego startu i lądowania nazywany Pogo, (1954)
- Convair C-131 Samaritan – samolot do ewakuacji rannych i transportu osobistości, (1955)
- Convair 240 – cywilna wersja C-131. Samolot pasażerski.
- Convair 580 – samolot pasażerski, (1955)
- Convair B-58 Hustler – naddźwiękowy bombowiec ze skrzydłami typu delta, (1956)
- Convair F-106 Delta Dart – odrzutowy myśliwiec przechwytujący ze skrzydłami typu delta,  (1956)
- Convair X-11 – rakietowy pocisk balistyczny, platforma testowa dla pocisków Atlas, (1957)
- Convair 880 – odrzutowy samolot pasażerski, (1959)
- Convair 990 Coronado – odrzutowy samolot pasażerski, (1961)
- Convair CV-600 – samolot Convair 240 z silnikami turbośmigłowymi, (1965)